# A Lille OSC 2014–2015-ös szezonja
A Lille OSC 2014–2015-ös szezonja a csapat hetedik szezonja egymás után a Ligue 1-ben, összesen pedig az ötvenedik a francia profi labdarúgásban.
A tavalyi remek szezonzárás után felküzdötték magukat a tabella harmadik helyéig, amely a Bajnokok Ligája harmadik körébe való indulást ért. A francia együttes ellenfele a portugál FC Porto lett. Itt viszont kiestek, így a 2014–2015-ös Európa-liga csoportkörébe kerültek.
Idén a Ligue 1-ben, a Coupe de France-en és az Európa-liga csoportkörében indulnak.

## Játékosok

### Jelenlegi keret
| #  |     | Poszt | Név                |
| -- | --- | ----- | ------------------ |
| 1  | NGA | K     | Vincent Enyeama    |
| 2  | FRA | V     | Sebastien Corchia  |
| 4  | FRA | KP    | Florent Balmont    |
| 5  | SEN | KP    | Idrissa Gueye      |
| 6  | FRA | KP    | Jonathan Delaplace |
| 9  | FRA | CS    | Ronny Rodelin      |
| 10 | FRA | KP    | Marvin Martin      |
| 12 | FRA | KP    | Souahilo Meïté     |
| 13 | CIV | V     | Adama Soumaoro     |
| 14 | DEN | V     | Simon Kjær         |
| 15 | FRA | V     | Djibril Sidibé     |

| #  |     | Poszt | Név                   |
| -- | --- | ----- | --------------------- |
| 16 | FRA | K     | Steeve Elana          |
| 17 | FRA | KP    | Marcos Lopes          |
| 18 | FRA | V     | Franck Béria          |
| 20 | CPV | CS    | Ryan Mendes           |
| 22 | CZE | V     | David Rozehnal        |
| 23 | SEN | V     | Pape Souaré           |
| 24 | FRA | KP    | Rio Mavuba (kapitány) |
| 25 | MNE | V     | Marko Baša            |
| 26 | FRA | CS    | Nolan Roux            |
| 27 | BEL | CS    | Divock Origi          |

Source:

## Átigazolások

### Érkezők
| Pozst | Nemzetiség | Név               | Kor | Honnan          | Ár               | Hivatkozás |
| ----- | ---------- | ----------------- | --- | --------------- | ---------------- | ---------- |
| V     | FRA        | Sebastien Corchia | 23  | Sochaux         | €2m              | [ 2 ]      |
| KP    | POR        | Marcos Lopes      | 18  | Manchester City | Szabadon igazolt | [ 3 ]      |
| CS    | BEL        | Gianni Bruno      | 22  | Bastia          | Szabadon igazolt |            |
| CS    | SWI        | Michael Frey      | 20  | Young Boys      | Szabadon igazolt | [ 4 ]      |

### Távozók
| Pozst | Nemzetiség | Név               | Kor | Hová              | Ár               | Hivatkozás |
| ----- | ---------- | ----------------- | --- | ----------------- | ---------------- | ---------- |
| CS    | BEL        | Divock Origi      | 19  | Liverpool         | Szabadon igazolt | [ 5 ]      |
| CS    | BEL        | Gianni Bruno      | 22  | Evian             | Szabadon igazolt | [ 6 ]      |
| CS    | CRI        | John Jairo Ruiz   | 20  | Oostende          | Szabadon igazolt | [ 7 ]      |
| V     | FRA        | Julian Jeanvier   | 22  | Mouscron-Peruwelz | Szabadon igazolt | [ 8 ]      |
| KP    | FRA        | Julian Michel     | 22  | Mouscron-Peruwelz | Szabadon igazolt |            |
| GK    | FRA        | Alexandre Oukidja | 25  | Free agent        | Lejárt szerződés |            |
| CS    | CIV        | Salomon Kalou     | 29  | Hertha Berlin     | €3m              | [ 9 ]      |

## Statisztika

### Góllövőlista
| Helyezés | Név         | Ligue 1 | Bajnokok ligája | Coupe de France | Coupe de la Ligue | Európa-liga | Teljes |
| -------- | ----------- | ------- | --------------- | --------------- | ----------------- | ----------- | ------ |
| 1        | Corchia     | 0       | 1               | 0               | 0                 | 0           | 1      |
| 1        | Ryan Mendes | 0       | 1               | 0               | 0                 | 0           | 1      |
| 1        | Balmont     | 0       | 1               | 0               | 0                 | 0           | 1      |
| 1        | Origi       | 1       | 0               | 0               | 0                 | 0           | 1      |
| 1        | Delaplace   | 1       | 0               | 0               | 0                 | 0           | 1      |
| 1        | Kjær        | 1       | 0               | 0               | 0                 | 0           | 1      |
| 1        | Roux        | 1       | 0               | 0               | 0                 | 0           | 1      |
| Teljes   | Teljes      | 4       | 3               | 0               | 0                 | 0           | 7      |

Utolsó frissítés: 2014. augusztus 30.

Hivatkozás: Mérkőzés összefoglalók Competitive matches, ESPN

## Mérkőzések

### Barátságos találkozók
| 2014. július 12. 18:00 (WEST) |

| Lille OSC | 0 - 1   | Jihlava       |
| --------- | ------- | ------------- |
|           | (0 – 0) | Mešanović 80' |

| Stadium Rif, Salzburg (Ausztria) |

| 2014. július 16. 19:00 (WEST) |

| Lille OSC  | 1 – 2   | Kortrijk               |
| ---------- | ------- | ---------------------- |
| Rodelin 5' | (1 – 0) | Matton 69' Marušić 72' |

| Stade de l'Épopée, Calais, (Franciaország) Nézőszám: 4,000 |

| 2014. július 19. 19:00 |

| Lille OSC | 0 – 1   | Zenit               |
| --------- | ------- | ------------------- |
|           | (0 – 0) | Danny 79' (büntető) |

| Bischofshofen Sportplatz, Bischofshofen, Ausztria |

| 2014. július 23. 19:00 |

| Lille OSC                | 2 – 0   | Maccabi Haifa |
| ------------------------ | ------- | ------------- |
| Ryan Mendes 16' Kjær 53' | (1 – 0) |               |

| Bischofshofen Sportplatz, Bischofshofen, Ausztria |

| 2014. július 12. 18:00 (WEST) |

| Lille OSC | 0 - 1   | Jihlava       |
| --------- | ------- | ------------- |
|           | (0 – 0) | Mešanović 80' |

| Stadium Rif, Salzburg (Ausztria) |

| 2014. július 16. 19:00 (WEST) |

| Lille OSC  | 1 – 2   | Kortrijk               |
| ---------- | ------- | ---------------------- |
| Rodelin 5' | (1 – 0) | Matton 69' Marušić 72' |

| Stade de l'Épopée, Calais, (Franciaország) Nézőszám: 4,000 |

| 2014. július 19. 19:00 |

| Lille OSC | 0 – 1   | Zenit               |
| --------- | ------- | ------------------- |
|           | (0 – 0) | Danny 79' (büntető) |

| Bischofshofen Sportplatz, Bischofshofen, Ausztria |

| 2014. július 23. 19:00 |

| Lille OSC                | 2 – 0   | Maccabi Haifa |
| ------------------------ | ------- | ------------- |
| Ryan Mendes 16' Kjær 53' | (1 – 0) |               |

| Bischofshofen Sportplatz, Bischofshofen, Ausztria |

### Bajnokság
| 2014. augusztus 9. 1. forduló 21:00 |

| Lille OSC | 0 – 0               | FC Metz   |
| --------- | ------------------- | --------- |
|           | (0 – 0) Jegyzőkönyv | N'Daw 37' |

| Stade Pierre-Mauroy, Lille, Franciaország Nézőszám: 34,327 Játékvezető: Fredy Fautrel (francia) |

| 2014. augusztus 15. 2. forduló 20:30 |

| Caen                       | 0 – 1               | Lille OSC                                     |
| -------------------------- | ------------------- | --------------------------------------------- |
| Kanté 3' Appiah Adéoti 75' | (0 – 0) Jegyzőkönyv | Balmont 2' Origi 68' (bünt.) Marcos Lopes 73' |

| MMAréna, Caen, Franciaország Nézőszám: 12,264 Játékvezető: Sebastien Desiage (francia) |

| 2014. augusztus 23. 3. forduló 20:00 |

| Lille OSC              | 2 – 0               | FC Lorient   |
| ---------------------- | ------------------- | ------------ |
| Delaplace 58' Kjær 74' | (0 – 0) Jegyzőkönyv | Abdullah 29' |

| Stade Pierre-Mauroy, Lille, Franciaország Nézőszám: 20,765 Játékvezető: Tony Chapron (francia) |

| 2014. augusztus 30. 4. forduló 17:00 |

| AS Monaco FC           | 1 – 1               | Lille OSC                           |
| ---------------------- | ------------------- | ----------------------------------- |
| Raggi 60' Berbatov 61' | (0 – 1) Jegyzőkönyv | Roux 18' 43' Enyeama 41' Souaré 54' |

| II. Lajos Stadion, Monte Carlo, Monaco Nézőszám: 9,345 Játékvezető: Said Ennjimi (francia) |

| 2014. szeptember 14. 5. forduló 14:00 |

| Lille OSC                                        | 2 - 0               | FC Nantes    |
| ------------------------------------------------ | ------------------- | ------------ |
| Martin 34' Origi 47' Marcos Lopes 49' Sidibé 90' | (0 - 0) Jegyzőkönyv | Veigneau 72' |

| Stade Pierre-Mauroy, Lille, Franciaország Játékvezető: Lionel Jaffredo (francia) |

| 2014. szeptember 21. 6. forduló 14:00 |

| Lille OSC | -   | Montpellier HSC |
| --------- | --- | --------------- |
|           | (-) |                 |

| Stade Pierre-Mauroy, Lille, Franciaország |

| 2014. szeptember 24. 7. forduló 19:00 |

| OGC Nice | -   | Lille OSC |
| -------- | --- | --------- |
|          | (-) |           |

| Allianz Riviera, Nizza, Franciaország |

### Coupe de France
| Coupe de France |
| --------------- |

### Bajnokok-ligája
| 2014. augusztus 20. 20:45 |

| Lille OSC               | 0 - 1               | FC Porto              |
| ----------------------- | ------------------- | --------------------- |
| Balmont 33' Corchia 52' | (0 - 0) Jegyzőkönyv | Danilo 7' Herrera 61' |

| Stade Pierre-Mauroy, Lille, Franciaország Nézőszám: 33,853 Játékvezető: Bjorn Kuipers (holland) |

| 2014. augusztus 26. 20:45 |

| FC Porto                 | 0 - 0               | Lille OSC                          |
| ------------------------ | ------------------- | ---------------------------------- |
| Brahimi 49' Martínez 69' | (2 - 0) Jegyzőkönyv | Ryan Mendes 70' Kjær 82' Béria 90' |

| Estádio Do Dragão, Porto, Portugália Nézőszám: 45,208 Játékvezető: Svein Oddvar Moen (norvég) |

### Európa-liga
| Európa-liga |
| ----------- |
|             |

#### H csoport
| Csapat        | M | Gy | D | V | G+ | G– | Gk | P |
| ------------- | - | -- | - | - | -- | -- | -- | - |
| Lille OSC     | 0 | 0  | 0 | 0 | 0  | 0  | 0  | 0 |
| VfL Wolfsburg | 0 | 0  | 0 | 0 | 0  | 0  | 0  | 0 |
| Everton       | 0 | 0  | 0 | 0 | 0  | 0  | 0  | 0 |
| FK Krasznodar | 0 | 0  | 0 | 0 | 0  | 0  | 0  | 0 |

| 2014. szeptember 18. 1. forduló 21:05 |

| Lille OSC | –           | FK Krasznodar |
| --------- | ----------- | ------------- |
|           | Jegyzőkönyv |               |

| Stadium Lille-Metropole, Villeneuve-d’Ascq |

| 2014. október 2. 2. forduló 19:00 |

| VfL Wolfsburg | –           | Lille OSC |
| ------------- | ----------- | --------- |
|               | Jegyzőkönyv |           |

| Volkswagen Arena, Wolfsburg |

| 2014. október 23. 3. forduló 19:00 |

| Lille OSC | –           | Everton |
| --------- | ----------- | ------- |
|           | Jegyzőkönyv |         |

| Stadium Lille-Metropole, Villeneuve-d’Ascq |

| 2014. november 6. 4. forduló 21:05 |

| Everton | –           | Lille OSC |
| ------- | ----------- | --------- |
|         | Jegyzőkönyv |           |

| Goodison Park, Liverpool |

| 2014. november 27. 5. forduló 19:00 |

| FK Krasznodar | –           | Lille OSC |
| ------------- | ----------- | --------- |
|               | Jegyzőkönyv |           |

| Kuban Stadion, Krasznodar |

| 2014. december 11. 6. forduló 21:05 |

| Lille OSC | – | VfL Wolfsburg |
| --------- | - | ------------- |
|           |   |               |

| Stadium Lille-Metropole, Villeneuve-d’Ascq |